# Periplaneta capeneri
Periplaneta capeneri är en kackerlacksart som beskrevs av Karlis Princis 1963. Periplaneta capeneri ingår i släktet Periplaneta och familjen storkackerlackor. Inga underarter finns listade i Catalogue of Life.